# 广渠门内站
广渠门内站是一个位于中国北京市东城区东花市街道与龙潭街道交界广渠门内大街与安化北里交叉口西側，属于北京地铁7号线的地铁车站。2014年12月28日随7号线开通一同投入使用。

## 位置
车站位于北京外城，广渠门内大街（东西向）与白桥大街－夕照寺街（南北向）交汇处以西，东花市东街南口西侧，呈东西向布置。

## 结构

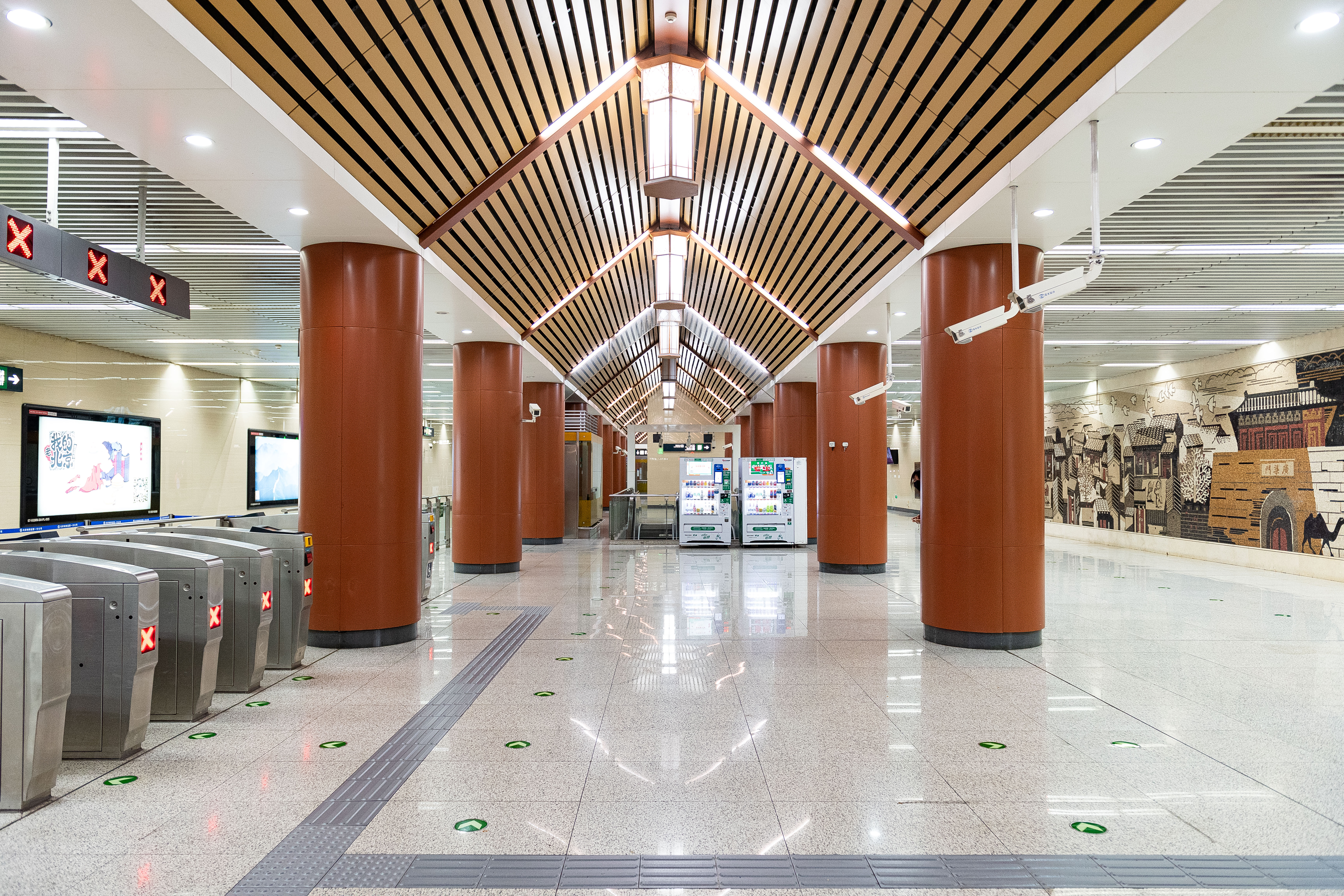
車站大堂（2021年10月摄）

广渠门内站为地下双层三跨车站，岛式站台设计，车站全长235.4米，底板埋深18.1米。由于周边条件限制，只能采用从广渠门内大街中间向下挖，再向两边暗挖的方式进行施工。

### 车站楼层
| 地面层          | 出入口                          | A-D出入口                        |
| 地下一层 站厅层 | 站厅                            | 票务服务、自动售票机、一卡通充值 |
| 地下二层 站台层 |                                 | █ 7号线往北京西站（磁器口）      |
| 地下二层 站台层 | 岛式站台，左側開门              |                                  |
| 地下二层 站台层 | █ 7号线往环球度假区（广渠门外） |                                  |

### 站厅
广渠门内站的站厅位于广渠门内大街地下，北面设有壁画《广渠记忆》。

### 站台
广渠门内站设有一座岛式站台，位于广渠门内大街地底。

### 出入口
广渠门内站目前开放的出入口有A（西北）、B（东北）、D（西南）三个。
|                       |                      |                                              |      |            |
| 编号                  | 指示                 | 建议前往的目的地                             | 照片 | 无障碍设施 |
| 出口 · A · 升降机标志 | 广渠门内大街（北侧） | 东花市东街、富贵园、东花市南里社区           |      |            |
| 出口 · B              | 广渠门内大街（北侧） | 鼎新大厦、东花市东街、本家润园、白桥大街     |      | 不適用     |
| 出口 · D · 升降机标志 | 广渠门内大街（南侧） | 幸福大街、中国环境出版社、汇文中学、幸福家园 |      |            |
| 註： 設有             |                      |                                              |      |            |